# 赤い衝撃
『赤い衝撃』（あかいしょうげき）は、TBS系列で1976年11月5日から1977年5月27日に放送されたテレビドラマ。赤いシリーズ第4弾。平均視聴率 27.0%、最高視聴率 32.6%。

## 概要
赤いシリーズで、山口百恵が初めて主演することになったドラマである。それまで主演を務めてきた宇津井健が初めて退き（キーパーソン的な役で初回と後半に特別出演を果たしている）、山口百恵と三浦友和の主演作として、純愛、サスペンス、ドラマを成立させ、その人気をさらに強く決定づけた。
ふたりを取り巻く個性派キャスト陣の演技も大いに評判を呼び、初放映時は最高視聴率32.6％を記録した。
当初は26話で終了する予定だったが、もっと続けて欲しいなどとの視聴者からの要望が連日殺到した。しかし出演者のスケジュールの関係もあるので長くは延ばせないとしてまず2話延長を決め、その後更に1話延長されて全29話となった。
日本航空の全面協力もあり、『赤い疑惑』同様、当時の日航の国内線の就航地（福岡経由の阿蘇・沖縄）でのロケがある。同様に、山口百恵が機内で倒れ、機内での緊急手術が行われる緊迫シーンが用意されている（備考参照）。

## ストーリー
高校陸上界から期待されていた短距離走選手・大山友子。ある朝の自主練習の最中、背広姿の青年・新田秀夫が助言をしてくる。それが運命の出会いとなった。
友子は秀夫に惹かれ始めていたが、秀夫は刑事であり、友子の父・大山豪助の犯罪を捜査していた。豪助は高知県出身で、貧しい漁師の子供から大山産業の社長にのし上がった男で、地位と金を手に入れるため、法に触れる行為も平然と行っていたのだ。友子は豪助の後妻・鈴代の娘で前妻の娘・政子と前妻の息子・豊と暮らしていた。豪助は友子を溺愛していたが、政子は何かにつけ友子と鈴代に冷たくあたっていた。
豪助は過去の乗っ取りの経緯から矢野ジローに命を狙われていた。矢野にとっては豪助は自分の父親を殺した仇（実際には、矢野の父は、豪助と豪助の秘書である北川和彦とがもみ合った上での事故死であったのだが、北川が豪助の身代わりに単独犯として自首し、服役した後に大山産業に復帰している）であった。友子の陸上競技会の祝勝会を料亭で開催したその夜、矢野は料亭から出てきた豪助をライフルで狙撃しようとした。しかし、豪助をマークしていた新田秀夫と秀夫の父・雄作らに発砲され、中途で逃走する。たまたま豪助のもとへ駆け寄った友子は秀夫の発射した銃弾を背中に受け、負傷した。母・大山鈴代の旧知である医師・江崎の手術で友子は一命を取り留める。ニューヨークで臨床や研究を行っている江崎は手術後すぐにアメリカに戻り、友子のことを後輩の医師で、友子の兄（先妻の第二子）でもある大山豊に託した。その後、友子は脊髄損傷による下半身麻痺となっていたことが判明する。その結果、車椅子での生活を余儀なくされてしまう。
スプリンターとしての友子に大いに期待をかけてきた豪助は、その期待を砕かれたことに憤慨し秀夫を裁判にかける。豪助の意に反して友子の証言が有力証言となり、秀夫は無罪となったものの、自分が友子を傷つけた罪を償うため、友子に誠意を尽くそうとする。下半身麻痺になりスプリンターへの道が閉ざされたことで悲観的になり、秀夫に対する憎悪の心をもち、その秀夫の誠意を拒否した友子であったが、秀夫の誠意にうたれ、秀夫とともに過酷なリハビリテーションを始めることになる。秀夫の両親もまた、その光景を苦々しく思っていた。
秀夫の母・新田文子は、かつて大山産業で働いていた女子社員であったが、あの日、豪助から暴行を受けた。それにより文子は妊娠してしまっており、それを悲観した文子は服毒自殺を図った。偶然にも隣に住んでいた雄作がそれを発見し、文子の命を救う。そして雄作はすべて承知の上で身重の文子と結婚し、生まれた秀夫を実子として育てていたのだった。一方、豪助の命を狙う矢野をかくまっていたのは大山の秘書・北川であった。北川は大山に利用される生活に嫌気がさし、大山産業の乗っ取りを計画していたのである。大山の長女（第一子）で出戻りの大山政子を利用しようともしていた。矢野は再び豪助の命を狙い、友子を誘拐して豪助をおびき寄せることに成功するが、警察に現行犯逮捕される。
豪助はさらなる事業拡大を計画し、全国に店舗を構えるマロン製菓の乗っ取りを企む。馴染みの人気芸者を使って、大杉社長の甥に目をつけ、遊びたい盛りのこの若者から大量の株券を手に入れることに成功した。だが、大杉家が株券の返納を求めて警察に被害届を提出したことから、詐欺容疑で豪助は逮捕される。豪助に手錠をかけたのは秀夫であった。しかし嫌疑不十分で立件されずに豪助は釈放される。その後、豪助は大杉家と話し合いを行い、大杉家としては、株券の返納は求めずに豪助を役員として迎えることで決着をつけることとし、被害届を取り下げる。その手打ちの会食の席で豪助は、大杉社長の姪である、ミサコに出会う。ずけずけと本音を語るミサコに、豪助は好感を持ち、頼もしく思っていた。
さて、秀夫は友子のリハビリを進めるため、警察官を休職し、アパートを借りようとする。しかし身障者に冷たい管理人たちによって断られ続ける。だが、偶然出会った大学の応援団長の紹介で、彼と同じアパートの部屋を借りることが出来た。そのアパートの管理人の亡くなった夫は傷痍軍人であり、友子のことを他人事とは思えなかったのである。そのアパートで秀夫と友子の同棲が始まる。だが、ささやかな幸せも束の間、友子はロウソクを倒して、火事を起こしてしまう。発見が早かったためボヤで済んだが、大家から240万円の損害請求を受けてしまう。豪助がそのお金を肩代わりしたものの、友子は大山家に連れ戻され、秀夫はその240万を豪助に払うまで友子と会わないよう、豪助に約束させられる。お金の返済のために秀夫は工事現場で働く。そんな矢先、阿蘇山の山岳パトロールの仕事に就くことで240万の報酬を得ることができた秀夫は、200万の小切手を持って大山家へ向かう。秀夫は友子に阿蘇行きを告げると、友子は一緒に連れて行って欲しいと懇願する。友子の熱意に負けた秀夫は友子を連れていくことに決めるが、警察官を辞めて友子と2人で九州に行くと知った雄作と文子は猛反対する。翻意させることが難しいと悟った文子は、秀夫に出生の秘密を打ち明ける。「あなたの本当の父親は大山だ」と。それに衝撃を受けた秀夫は友子を連れていくことを諦め、待ち合わせ場所のフェリー埠頭の待合室には現れず、1人でフェリーに乗り込んだ。鈴代と友子は秀夫を波止場で待ち続けたが秀夫はとうとう現れなかった。
友子はどうしても秀夫の真意が知りたいと思い、母・鈴代とともに阿蘇を訪れた。阿蘇には秀夫を追ってきたミサコがいた。ミサコは秀夫に求愛するが秀夫は相手にしない。そして友子にもまた冷たく接した。秀夫の心変わりの理由を知るべく、執拗に食い下がる鈴代に、ついに秀夫は実父が大山豪助であることを打ち明ける。血のつながった兄妹では愛し合えない、もはや友子は自分にとって１人の女性であり、いまさら妹として愛するなんてできない、と告げられた鈴代はあまりのことに衝撃を受け、友子にそのことを打ち明けることができなかった。友子は失意のまま東京に連れ戻される。
東京に戻った友子はまたリハビリを再開する。秀夫の真意を図りかねて苦悩する友子をみかねたミサコは、友子に、「秀夫と友子とは兄妹だ。すごく好きだけど、とても愛しているから別れたんだ」と告げる。あまりの衝撃を受けた友子は1人で家を飛び出す。途中、踏み切り内のレールに車椅子のタイヤがはまり立ち往生してしまう。寸でのところで鈴代が救出に成功するが、その時の衝撃で友子は首を強く打ってしまい、救急車で兄・豊の病院へ運ばれる。検査の結果、第5頚椎の骨折が認められ、生命の危機に瀕する。困難な手術が必要となり、豊はニューヨークにいる江崎に助力を請う。江崎は緊急帰国し、今回痛めた頚椎だけではなく、腰椎の損傷に対しても最先端の手術を行い、見事救命させる。腰椎の手術で下半身麻痺も改善することが見込まれたが、依然として友子の足は動かなかった。最新の検査で手術の成功が裏付けられたにもかかわらず両足が改善しないことを憂慮した江崎は、精神科医によるカウンセリングで深層心理を探ろうとした。その結果、秀夫と異母兄妹と知った友子が将来を悲観していることが原因とわかる。江崎は鈴代にそれを告げ、事態の打開には友子に出生の秘密を伝えるしかないと提案する。当初は拒否した鈴代だが江崎に説得され、豪助にも了解を取った上で、「友子は大山の子ではない。秀夫とは兄妹ではない」と真実を打ち明ける。衝撃を受けた友子は病院を抜け出して、感覚が失われた足に傷を負い、大量出血を起こして病院に戻ってくる。豪助の血を輸血することで容体は安定するが、実父の名前を知りたがる友子に江崎は、実の父親が誰だなんて問題じゃない、明るく元気で生きてくれ、と優しく諭す。そして秀夫との愛を大事にして人生を思い切り楽しめ、と背中を押す。精神的な問題がクリアしたことで、友子の麻痺した足は動き始める。そして、江崎は仕上げとして、秀夫に「友子とは兄妹ではない。2人で美しい愛を育ててくれ。（友子を）頼んだぞ」と告げる。秀夫の父・雄作は秀夫を東京に戻して刑事として復職させる為、秀夫が休職して阿蘇に行く原因になった240万を調達する。秀夫は両親の思いを汲んで帰京する。やがて友子はリハビリの一環として車いすバスケットボールを始める。
そんな時、逮捕されていた矢野が脱獄する。そしてまた北川の許に身を寄せ、豪助の命を狙い始める。秀夫が自分の子供だと矢野から聞かされた豪助は、秀夫に跡を継がせることを考え始める。秀夫を手に入れる為その最大の障害となる新田雄作を陥れるべく一芝居打つ。矢野にライフル銃で北川の足を撃たせ、それを秀夫の放った銃弾によるものと医師を買収までしてでっち上げた。豪助は雄作に、「秀夫を告訴せず、北川への示談金3000万円を棒引きにすることと引き換えに、休職願いを出した上で当分の間蒸発して自分や秀夫の前から姿を消せ」と取り引きし、まんまと雄作を排除することに成功した。雄作がいなくなったことで文子は取り乱し、豪助に雄作の居場所を確認しに行った時に豪助の言葉に逆上してあらかじめ準備していたナイフで豪助を刺そうとした。これは立派な殺人未遂であり、その場面に出くわした秀夫は、殺人未遂の現行犯で逮捕できる状況であった。しかし豪助は巧みにこの状況を利用し、文子のことを不問に付す代わりに秀夫に大山家に入るようにと交渉する。秀夫を大山家に取り込んで友子と結婚させ、後継者に仕上げようとする豪助の腹積もりであった。
ある日、豊は友子に高校卒業のお祝いとして、足が不自由でも手だけで運転できるように改造された車を購入する。運転は秀夫が指導し、自由に車を使えるようになる。さらに精神的に追い詰められた文子は豪助に、「友子と秀夫が結婚するくらいなら死ぬ」と言い放つ。豪助はそれを聞き、友子に秀夫と別れるように言うが、聞き入れない友子に激昂し手をあげた拍子に、友子は背中を強く打つ。これ以降友子は背中に激痛を感じることが増えるが、誰にも言わずに隠し続け、高校を卒業したその日に、「なかなか身体がよくならない。そんな不自由な自分より健康なミサコと一緒になったほうが秀夫のためだ、祝福されない結婚はできない」と、行き先も告げずに家出してしまう。秀夫らの捜索で、友子は沖縄に向かったことが判明する。その頃、友子は沖縄の海に身を投げようとしていたところを、通りかかった近所に住む老婆に一命を救われていた。「沖縄戦では多くの若い命が失われた。生きたくても生きられなかった人が大勢いる」と老婆に説得され、前を向いて生きる決心をする。やがて秀夫、ミサコ、鈴代、鈴代の父・神田兵吉が沖縄に駆けつける。友子はみんなの前で背中の激痛を隠し切れなくなる。連絡を受けた豪助と豊も沖縄入りする。豊の診察の結果、腰椎を保護・固定していた金属プレートの周囲が炎症を起こして化膿している恐れが示唆される。東京に戻って直ちに手術を受けるべく飛行機に乗り込んだものの、機内でさらに痛みが強くなってしまう。腹腔内出血を起こしている可能性が考えられ、大阪国際空港に緊急着陸する方針となる。その頃、江崎はアメリカで学んだ新しい治療法を友子に施そうと羽田空港に到着したところだったが、そこで機内での友子の急変を知る。このまま大阪空港に着陸させた場合、その衝撃で友子の容態がさらに悪くなり命の危険が出ることが予想され、江崎は着陸を寸でのところで中止させる。その後、羽田空港にいる江崎と機内の豊とが直接やり取りできる浜松上空に飛行機は至る。江崎の指示で、ハイジャック用のX線装置を用いて友子の腰椎を確認したところ、金属プレートを固定しているネジが外れ、大動脈の手前2mmのところまで達していることが判明する。ネジを外さないまま着陸することで大動脈を突き破り、出血死してしまう危険性が高いとの判断から、江崎は豊に無線で指示を出し、設備や器具の著しく乏しい機内での手術を行わせる。飛行機は羽田に接近しても旋回するだけで一向に着陸しない。焦れて罵声を浴びせる乗客に対し、「賠償は全員に対して完全に行う」と豪助が宣言して沈静化したものの、兵吉の「困った時には助け合いが必要」の言葉には冷笑が浴びせられる。残りの燃料が法定下限に近づく中、パイロットは限界まで飛び続け、時間を稼ぐ。ついにネジの摘出に成功し、機も無事に着陸できた。その後大学病院に搬送された友子は創閉鎖の手術を受け、容体は安定する。
江崎は、金具などの異物ではなく、人骨を利用して友子の腰椎を補強する手術を考案する。友子自身の骨盤の骨を移植する方法が当初考えられたが、体力の問題で手術を乗り切れないのではないかと思われたため、江崎自身も自信が持てない状況であった。友子はこのまま不自由な身体でいるくらいなら死んだ方がいい、命の危険があっても治る可能性があるなら手術をしてほしい、と江崎に懇願。江崎も迷っていたところへ、秀夫が自らの骨の提供を申し出る。拒絶反応の問題から他人からの移植は成功の可能性が低いと思われたものの、最終的に江崎の判断で移植前にタンパク処理を行うという方針で手術を行うことになった。北川と矢野は手術を妨害するために江崎を拉致する。この工作も結局は失敗に終わったが、江崎は手を負傷してしまう。江崎の指示の下、豊の執刀で手術は行われ、無事に終了した。術後、友子の足は順調に回復し、リハビリも進む。親身に接してくれる江崎に対し、友子は「江崎先生が自分の父親では?」と思い始める。鈴代に問うが答えてくれない。
友子の手術の成功を見届けた秀夫は、失踪した父・雄作を探すが手がかりはなく、寄せられる情報もない。友子は無事に退院する頃には装具なしで松葉杖のみでの歩行が可能となっていた。友子は高校の陸上部の顧問のコーチングを受け、スプリンター復帰のかすかな可能性に賭けたトレーニングを始めると、必死の努力が認められ、箱根の合宿にも参加できることになった。その先で偶然に友子は雄作を見かけ、陸上部員たちや鈴代、兵吉たちの努力の甲斐あって、箱根の旅館で働く雄作を探し出す。秀夫の必死の説得に応じ、雄作は東京に戻り、刑事に復帰する。雄作は友子の優しさに触れ、秀夫と友子の応援をするようになる。気乗りのしない文子も雄作の説得で秀夫と友子の仲を認めるようになり、手編みのハンドバッグを贈る。兵吉の自宅で、雄作、秀夫、兵吉、鈴代、友子のささやかなお祝いの宴が催され、平和な時間が流れた。しかし、その宴からの帰り道、雄作と秀夫を矢野の銃弾が襲った。矢野は豪助を苦しめようと秀夫の命を狙ったのだった。ところがその銃弾が雄作に命中。病院に搬送されたものの、緊急手術も間に合わず死亡。文子は一転して秀夫と友子を別れさせようとする。
鈴代と江崎の仲を疑った豪助が江崎の研究室に北川を伴って乗り込んでくる。そこで豪助と鈴代との会話から、北川は友子の父親は自分だと知り、愕然とする。20年も昔、江崎がまだ医学生だった頃に江崎と鈴代はともに想い合うようになり、２人は結婚の約束をした。だが、父・兵吉の佃煮屋が破産し、借金を返すために鈴代は踊りの師匠となる。その後、江崎はアメリカの医師免許を取得すると、結婚を諦めてアメリカに留学した。そんな心細い時に鈴代は北川と出会い、支えられ、結婚の約束までしていた。だが、北川は豪助の身代わりとなって刑務所へ行くこととなり、鈴代は頼れる人がいなくなったうえに妊娠を知って前途を悲観していたが、豪助はすべてを知った上で鈴代を後妻としたのだった。鈴代が友子を産む時、難産で大学病院に運ばれ、偶然学会出席のために帰国していた江崎が手術を行い、母子とも命を救った。そんな縁があった。
真実を知った北川は友子を自分のもとへ取り返そうとし、ついに豪助に対して公然と叛意した。貸金庫に預けていた豪助の犯罪の証拠書類を持ち出すと、当初は秀夫に直接渡す予定だったが、友子と鈴代の手から警察へ渡すようにした。だが、矢野は痺れを切らし、鈴代の実家を襲撃。居合わせた兵吉を脅迫し、証拠書類の入ったトランクを手にする。矢野に脅迫された豪助は言葉巧みに北川を騙し、矢野から書類を取り戻す。しかし騙されたことを知った北川は再度書類を取り戻し、トランクを秀夫に渡す。これで豪助逮捕の証拠が揃った。翌朝に豪助の逮捕状が下りる見込みとなり、そのことを秀夫に伝えられた豪助は「負けたとわかったらいつまでも見苦しいマネはしない」と腹をくくる。翌朝早く、豪助は財産も事業も家族もすべてを捨てて東京を後にする。
朝になり豪助不在を知って大山家は騒然となる。その頃、豪助は四国行きのフェリーに乗っていた。高知行きを察した鈴代は友子と２人で豪助を追う。今はあばら家と化した生家に豪助はいた。自らの生い立ちを語る豪助。そこへ秀夫もやってきた。自首を勧める鈴代と友子に打たれ、豪助は自首を決意。その夜は親子３人水入らずの宴が始まる。その宴の最中、豪助は北川に電話で、脱税・背任・横領の罪を自分１人でひっかぶる代わりに、大山家の後始末と大山産業の建て直し、そして鈴代と友子のことも託した。
豪助は料亭からまたも姿を消した。鈴代から経緯を聞いた秀夫は、豪助の自殺を予感した。豪助は舟を出し、自分の父親が漁に出て死んだ岩場を死に場所に選んだ。豪助の姿を発見した秀夫は単身海に飛び込む。驚異的なスピードで豪助に追いつき、豪助を岸まで連れ戻す。何度でも死を選んでやる、といきまいた豪助であったが、秀夫、鈴代、友子の必死の説得で豪助は自殺の意思を翻し、自首を決意する。
ところがそんなところへ矢野が豪助の命を狙って近くまで来ていた。それを知らせに北川も豪助の下に駆けつけてくる。豪助は自首前に北川に直接後事を託す。そこへ矢野が現れライフルをぶっ放すと、北川が豪助をかばって撃たれる。銃弾の尽きた矢野は逃げるが秀夫に追いつかれ手錠をかけられる。北川は緊急手術の甲斐なく死亡する。自首する人間に手錠はかけられない、とためらう秀夫に、「新田雄作の代わりに手錠をかけろ」と促し、豪助は秀夫に逮捕される。
投獄された豪助は大山産業の次期社長をマロン製菓の社長・大杉に一任する。家・屋敷すべての財産を投げ出して罪を償う、気持ちのよいくらいの全面降伏であった。
友子のリハビリは奇跡的に進み、ついに100メートル走で12秒6を切ることに成功し、大会への出場権を得る。義理の姉・政子とも和解し、大会を鈴代、兵吉、豊らと見守る。秀夫の熱意に動かされた警視庁捜査二課長・水谷の計らいで、豪助も観戦することができた。また、友子の熱意に打たれた文子も姿を見せていた。最後の調整で、秀夫は友子の勝利を確信する。スタート後、猛追を見せる友子だったが、転倒してしまう。足を引きずりながらゴールを目指す友子。秀夫ら一同は一丸となり友子を励まし、ゴールにテープを張り直す。そして友子はついにゴールを果たし、その姿に打たれた文子は秀夫との結婚を許す。豪助も友子がゴールできたのは秀夫のおかげだと礼を言う。
友子は、二度とスプリンターとして走れないことを自覚するが、グランドのゴールテープは切れなくても人生のテープはきっと切って見せると語り、秀夫と二人で最後にトラックを並んで走る。今まで見えなかった、人生のゴールははっきり見えている友子と秀夫であった。

## キャスト
- 大山友子：山口百恵
- 新田秀夫：三浦友和
- 大山豪助[3]：中条静夫
- 大山豊：中島久之
- 大山政子：原知佐子
- 警視庁捜査二課長・水谷刑事（新田の上司）：名古屋章
- 矢野ジロー：谷隼人
- マロン製菓・大杉忠文[4]社長：稲葉義男
- マロン製菓の令嬢・大杉ミサコ：木内みどり
- マロン製菓の御曹司・大杉：林ゆたか
- 芸者・菊千代：江夏夕子
- 石田刑事： 灰地順
- 鈴代の父・神田兵吉：大坂志郎
- 新田雄作：田村高廣
- 雄作の妻、秀夫の母・新田文子：南田洋子
- 大山の秘書・北川和彦：長門裕之
- 大山鈴代：草笛光子
- 脳外科医・江崎：宇津井健（特別出演）[5]
- ナレーション：中江真司

## ゲスト
- 大山家の家政婦：矢吹寿子（第1話、第5話）
- 矢野コウイチロウ（矢野ジローの父親）：加藤茂雄（第1話）
- 記者：梅津栄、山本廉、松島真一（第1話、第5話）
- 矢野ジローの女：渡部真美子（第1話）
- 黒崎勇（第1話）
- 木の島静子（第1話）
- 看護師長：真咲美岐（第2話）
- 看護師：土井美加（第2話）
- 岸田検事：加藤武（第3話～第5話）
- 横田弁護士：加藤和夫（第3話、第4話）
- 車椅子店の主人：小鹿番（第3話）
- 岸田の秘書：田川恒夫（第3話）
- 料亭の女将：十勝花子（第4話、第7話）
- 松川弁護士：福田豊土（第5話）
- 裁判長：細川俊夫（第5話、第7話）
- 東家の女将：日高澄子（第7話）
- 浜田寅彦（第7話）
- 八百しげ店主：辻しげる（第7話）
- 白衣の男：山崎猛（第7話）
- 芸者：名倉美里（第7話）
- 芸者：信沢三恵子（第7話）
- アパートの管理人：野村昭子（第8話～第10話）
- 桜井：福崎和宏（第8話～第10話）
- 第二大竹荘の管理人[6]：柳生博（第8話）
- 片平荘の管理人：目黒幸子（第8話）
- ひまわり荘の管理人：山田禅二（第8話）
- 平野稔（第8話）
- 沢木慶穂（第8話、第9話）
- 金子昭男（第8話、第9話）
- 石原昭宏（第8話、第9話）
- 獅子舞の親方：三遊亭円歌（第9話）
- 玉井ゆみ（第9話）
- スナックの歌手：鈴木ヒロミツ（第9話）
- アパートの家主：小鹿番（第10話）
- 東洋建設青山支所の所長：小沢和臣（第10話）
- 高校の教師：勝部演之（第11話、第17話、第19話）
- 竹下純平（第11話）
- 青木真知子（第11話）
- 川上：下塚誠（第12話）
- 岩城和男（第12話）
- 松田茂樹（第12話）
- 千葉宏和（第12話）
- 江口知明（第12話）
- 医師：千歩憲生（第12話）
- カウンセリングを行った精神科医：内藤武敏（第13話）
- 車椅子バスケットボールのコーチ：夏夕介（第14話、第15話）
- 車椅子バスケットボールの選手：岡まゆみ（第14話、第15話）
- 東洋建設青山支所の所長：柏木隆太（第14話）
- 車椅子バスケットの選手：玉井ゆみ（第15話）
- 車椅子バスケットの選手： 小浅比佐子（第15話）
- 車椅子バスケットの選手：川端恵子（第15話）
- 車椅子バスケットの選手：植田多華子（第15話）
- 車椅子バスケットの選手：山根真由美（第15話）
- 医者：牧田正嗣（第15話）
- 医者：新井量大（第16話）
- 根岸さん：園佳也子（第17話）
- 印刷工場の所長：佐山俊二（第17話）
- 友子の運転免許の試験官：谷村昌彦（第18話）
- 渡辺巌（第18話）
- 大山経男（第18話）
- 友子の同級生：岸映子（第18話）
- 友子の同級生：小山由紀（第18話）
- 友子の同級生：野中智賀枝（第18話）
- 友子の同級生：今村美佐子（第18話）
- 桜丘高校の校長：有馬昌彦（第19話）
- 空港職員：真田五郎（第19話、第20話）
- 空港職員：小比木香織（第19話）
- 沖縄の島民・久恵：赤木春恵（第20話）
- JALの機長（沖縄→羽田便）沢田：平田昭彦（第21話）
- 機内の職員：清水章吾（第21話）
- 専門家：西田健（第21話）
- 飛行機の乗客：川辺久造（第21話）
- 飛行機の乗客：目黒幸子（第21話）
- 伊藤健（第21話）
- 客室乗務員：磯部智子（第21話）
- 空港職員：酒井郷博（第21話）
- 空港職員：岸野一彦（第21話）
- 空港職員：宮田光（第21話）
- 陸上部のコーチ・戸川：大門正明（第23話、第24話、第29話）
- 熱海の旅館の女将：石井富子（第23話）
- 熱海の旅館の主人：曾我廼家一二三（第23話）
- 熱海の旅館の仲居：布施幸代（第23話）
- バスの運転手：辻しげる（第24話）
- バス営業所の職員：五月晴子（第24話）
- 増岡弘（第24話）
- 岸本功（第24話）
- 角谷美佐子（第24話）
- 加藤和夫（第28話）
- 相原巨典（第29話）
- 寺島幹夫（第29話）
- 小川隆一（第29話）
- 岡野三恵（第29話）
- 今井志津子（第29話）
- 若尾義昭（第29話）
- 河原裕昌（第29話）
- 山下勝也（第29話）
- 海原俊介（第29話）
- 安田憲治（第29話）
- 由利恵子（第29話）

## スタッフ・主題歌
- プロデューサー：野添和子、山本典助(TBS)
- 音楽：菊池俊輔
- 撮影：小林節雄、山崎忠
- 制作主任：関雅夫、高橋文雄
- プロデューサー補：渡瀬優
- 制作担当：南條記良
- 助監督：合月勇、荒川洋
- 主題歌：「赤い衝撃／走れ風と共に」CBSソニー[7]

作詞：千家和也、作曲：佐瀬寿一、編曲：馬飼野康二、歌：山口百恵
- 協力：ホリプロダクション
- 制作：大映テレビ株式会社、TBS

## 放映リスト
| 各話   | 放送日         | サブタイトル                        | 脚本       | 監督     |
| ------ | -------------- | ----------------------------------- | ---------- | -------- |
| 第1話  | 1976年11月5日  | 青春をつらぬく銃声一発 !            | 安本莞二   | 増村保造 |
| 第2話  | 1976年11月12日 | かたき同士の家族                    | 工藤裕弘   | 國原俊明 |
| 第3話  | 1976年11月19日 | 走れない娘の前に死が…               | 安本莞二   | 國原俊明 |
| 第4話  | 1976年11月26日 | 恋人よ足を返してください            | 安本莞二   | 土井茂   |
| 第5話  | 1976年12月3日  | 母の告白                            | 加瀬高之   | 土井茂   |
| 第6話  | 1976年12月10日 | 今夜限りお別れします                | 安本莞二   | 瀬川昌治 |
| 第7話  | 1976年12月17日 | 母の離婚                            | 鴨井達比古 | 瀬川昌治 |
| 第8話  | 1976年12月24日 | 誰もとめられぬ僕たちの家出          | 安本莞二   | 國原俊明 |
| 第9話  | 1977年1月7日   | 助けて！火が私を燃やす！            | 安本莞二   | 國原俊明 |
| 第10話 | 1977年1月14日  | 親が反対しても結婚します！          | 加瀬高之   | 増村保造 |
| 第11話 | 1977年1月21日  | 阿蘇に煙る父母の秘密                | 鴨井達比古 | 降旗康男 |
| 第12話 | 1977年1月28日  | それは言えない！幻の父              | 安本莞二   | 降旗康男 |
| 第13話 | 1977年2月4日   | 私の父は誰ですか？                  | 鴨井達比古 | 國原俊明 |
| 第14話 | 1977年2月11日  | かたきの娘は嫁にできない！          | 安本莞二   | 瀬川昌治 |
| 第15話 | 1977年2月18日  | 死を前にした愛の美しさ              | 加瀬高之   | 瀬川昌治 |
| 第16話 | 1977年2月25日  | 父の蒸発                            | 鴨井達比古 | 國原俊明 |
| 第17話 | 1977年3月4日   | 母の殺人                            | 安本莞二   | 降旗康男 |
| 第18話 | 1977年3月11日  | 結婚するなら母は死にます            | 加瀬高之   | 瀬川昌治 |
| 第19話 | 1977年3月18日  | さよなら 私は海へ消えます           | 安本莞二   | 國原俊明 |
| 第20話 | 1977年3月25日  | 涙の恋 サンゴ礁の海に散る           | 安本莞二   | 降旗康男 |
| 第21話 | 1977年4月1日   | 幻のお父さん 私の命を助けて下さい！ | 安本莞二   | 國原俊明 |
| 第22話 | 1977年4月8日   | 私のすべてを捧げます                | 鴨井達比古 | 降旗康男 |
| 第23話 | 1977年4月15日  | 涙いっぱいの贈りもの                | 安本莞二   | 國原俊明 |
| 第24話 | 1977年4月22日  | お願い 私を一人にしないで！         | 鴨井達比古 | 瀬川昌治 |
| 第25話 | 1977年4月29日  | 私の出生の秘密が今…                 | 鴨井達比古 | 瀬川昌治 |
| 第26話 | 1977年5月6日   | 娘は悲しい…父二人の争い！           | 加瀬高之   | 降旗康男 |
| 第27話 | 1977年5月13日  | 母と娘のさすらいの旅                | 安本莞二   | 國原俊明 |
| 第28話 | 1977年5月20日  | 流せ熱い涙 心ゆくまで               | 安本莞二   | 國原俊明 |
| 第29話 | 1977年5月27日  | 愛よ走れ！                          | 安本莞二   | 國原俊明 |

## 放送局
特記の無い場合は、全て金曜 21:00 - 21:54に同時ネット。
- TBS（制作局）
- 北海道放送[8]
- 青森テレビ[9]
- 岩手放送[9]
- 秋田放送：月曜 22:00 - 22:55[10]
- 山形放送：日曜 22:30 - 23:25[11]
- 東北放送[12]
- 福島テレビ[12]
- 新潟放送[13]
- テレビ山梨[14]
- 静岡放送[14]
- 信越放送[15]
- 北日本放送：月曜 22:00 - 22:54[16]
- 北陸放送[13]
- 福井放送：月曜 22:00 - 22:54[16]
- 中部日本放送[17]

- 毎日放送[18]
- 山陰放送[19]
- 山陽放送[20]
- 中国放送[20]
- テレビ山口[21]
- 四国放送：日曜 16:00 - 16:55[22]
- 南海放送：日曜 22:30 - 23:25[23]
- テレビ高知[24]
- RKB毎日放送[25]
- 長崎放送[25]
- 熊本放送[25]
- 大分放送[23]
- 宮崎放送[26]
- 南日本放送[26]
- 琉球放送[27]

## 備考
日本航空の全面協力
沖縄ロケの際の旅客機での移動など、日本航空が協力しており、オープニングにもクレジットされている。
ドラマに出てくる機体はDC-10だが、撮影にはモックアップ（客室乗務員の訓練用の施設）が使われ、コクピットはボーイング747になっている。第2作『赤い疑惑』の時と同様、統一されていない。
那覇空港に駐機中と羽田空港への着陸シーン以外のDC-10の映像は、マクドネル・ダグラス社が日航向けに製造した第1号機（JA8540）の試験飛行の際に撮影した映像であるため、地上はすべてアメリカ国内である。
『赤い疑惑』との共通点
キャスト、プロットが一部共通する。恋人役は三浦友和、実の父親役は長門裕之、イビリ役が原知佐子となっている。山口・三浦演ずる恋人たちは異母兄妹であった。
原は、本作では悪役に徹するため髪型をボブにして冷徹なイメージを演出し、また衣装には赤を多用し攻撃性を強調していた。長門からは「赤・衣装・劇」とタイトルに引っ掛けてからかわれたという。
タイトルバック
オープニングタイトルバックに使われたロケ地は、熊本県阿蘇市にある阿蘇やまなみハイウェイが使われた。
その他
山口は撮影中に髪をカットしており、19話と続く20話の沖縄ロケシーンでは場面によって山口の髪型が違うのがわかる。
リメイク版の計画
ホリプロ創立45周年・TBSテレビ50周年・山口百恵引退25周年を記念した『赤いシリーズ2005』第3弾として企画され、主演は深田恭子の予定だった。
しかし、既にリメイクされた石原さとみの『赤い疑惑』と綾瀬はるかの『赤い運命』が思ったほど視聴率が取れなかったため、急遽企画を変更して新作『赤い奇跡』で挑むことになった。このことに対してホリプロは「（深田の）イメージが陸上選手に合わなかったため」とコメントしている。

## DVD
- 赤い衝撃 DVD BOX ASIN：B00031YCS2